# Beautiful Boy
Pour le film de 2018, voir My Beautiful Boy.
Pour plus de détails, voir Fiche technique et Distribution.
Beautiful Boy est un film américain réalisé par Shawn Ku et sorti en 2010.
Il est présenté pour la première fois au Festival international du film de Toronto 2010, où il obtient le prix « discovery » de la Fédération internationale de la presse cinématographique (Prix FIPRESCI discovery).

## Synopsis
Un couple marié au bord de la séparation apprend que leur fils de 18 ans a perpétré une fusillade dans son université, avant de mettre fin à ses jours.

## Fiche technique
- Titre : Beautiful Boy
- Réalisation : Shawn Ku
- Scénario : Shawn Ku et Michael Armbruster
- Photographie : Michael Fimognari
- Musique : Trevor Morris
- Production : Lee Clay et Eric Gozlan
- Pays d'origine : États-Unis, Canada
- langue : anglais
- Genre : Drame
- Pays d'origine : États-Unis

## Distribution
- Maria Bello : Kate Carroll
- Michael Sheen : Bill Carroll
- Kyle Gallner : Sam Carroll
- Alan Tudyk
- Moon Bloodgood : Trish
- Austin Nichols : Cooper Stearns
- Meat Loaf
- Bruce French : Harry
- Deidrie Henry : Bonnie
- Cody Wai-Ho Lee : Dylan
- Myra Turley : Patty

## Distinctions

### Récompenses
- Festival international du film de Toronto 2010 : Prix FIPRESCI
- Festival du film de Giffoni 2011 : Griffon d'or

### Nominations
- Festival international du film de Saint-Sébastien 2010 : sélection officielle
- Festival international du film de Tokyo 2010 : Tokyo Sakura Grand Prix